# Hamgyong
Hamgyŏng (Hamgyŏng-do; phát âm tiếng Hàn Quốc: [ham.ɡjʌŋ.do]; Hán Việt: Hàm Kính đạo) là một trong bát đạo của Triều Tiên dưới thời nhà Triều Tiên. Hamgyŏng nằm ở đông bắc bán đảo và có đô phủ là Hamhŭng (Hàm Hưng).

## Lịch sử
Năm 1413, vùng biên giới đông bắc của Triều Tiên được tổ chức thành đạo Yŏnggil (Yŏnggil-do; 영길도; 永吉道; Vĩnh Cát đạo). Năm 1416, đạo được đổi tên thành Hamgil (Hamgil-do; 함길도; 咸吉道; Hàm Cát đạo), và đến năm 1470 lại được đổi thành đạo Yŏngan (Yŏngan-do; 영안도; 永安道; Vĩnh An đạo). Cuối cùng, vào năm 1509, đạo lấy tên là Hamgyŏng (Hàm Kính). Tên gọi "Hamgyŏng" được ghép từ tên của hai thành chính trên địa bàn là Hamhŭng (함흥; 咸興, Hàm Hưng) và Kyongsong (경성; 鏡城; Kính Thành).
Năm 1895, đạo được thay thế bằng phủ Kyongsong (Kyŏngsŏng-bu; 경성부; 鏡城府; Kính Thành phủ) ở phía đông bắc, phủ Kapsan (Kapsan-bu; 갑산부; 甲山府; Giáp Sơn phủ) ở phía tây bắc, và phủ Hamhŭng (Hamhŭng-bu; 함흥부; 咸興府; Hàm Hưng phủ) ở phía đông nam.
Năm 1896, phủ Kyongsong được tái tổ chức thành đạo Hamgyong Bắc, còn hai phủ Kapsan và Hamhung được tổ chức thành đạo Hamgyong Nam. Hamgyŏng Bắc và Hamgyong Nam ngày nay là một phần của Cộng hòa Dân chủ Nhân dân Triều Tiên.

## Địa lý
Hamgyong giáp với đạo P'yŏng'an (Bình An) ở phía tây, phía nam giáp với hai đạo Hwanghae (Hoàng Hải) và Kangwon (Giang Nguyên), phía đông là biển Nhật Bản, và phía bắc là Trung Quốc và Nga.
Đạo thường được đẻ cập đến với tên gọi vùng là Kwanbuk. Kwannam đôi khi được sử dụng để chỉ nửa phía nam của đạo, khi đó "Kwanbuk" được sử dụng để đè cập đến phần phía bắc.